# Рысаево (Оренбургская область)
Рысаево— село в  городском округе город Медногорск Оренбургской области.

## География
Находится на расстоянии менее 4 километров по прямой на юго-запад от города Медногорск.

## Климат
Климат резко континентальный, суровая ветреная зима с частыми метелями, жаркое сухое лето с пылевыми бурями. Среднегодовая температура по городу измеряется плюс 4,4 С°. Холодная снежная зима длится около 150 дней. Самый холодный месяц года – январь, средняя температура воздуха минус 18 – 30 С°, абсолютные минимумы достигают – 44 – 45 С°. Самый теплый месяц – июль, среднемесячная температура около плюс 30С°. Сухое жаркое лето длится около 110 – 120 дней. Атмосферных осадков за год выпадает около 450 - 500 мм, причем большая часть приходится на весенний – осенний период (около 75 %). Снежный покров довольно устойчив, продолжительность его от 4-х до 5-и месяцев. Абсолютный минимум температур: зимой – минус 32…минус 38 С°, абсолютный максимум температур летом – плюс 32…плюс 39 С°. 

## История
Основано, как гласит предание, в начале XIX века башкирами. В 1939  году начались разработки кварцевых руд. Село стало рабочим посёлком. В 1953 году была открыта погрузплощадка, кварц грузили в вагоны и вывозили на строительство дорог. С открытием карьера население посёлка возросло в несколько раз. Карьер просуществовал до 72 года и был закрыт. В 1959 году на базе МТС было образовано училище механизации сельского хозяйства, которое в 1963 году переименовано в СПТУ-20. В 1970 году село насчитывало 1188 жителей.  Функционировали: СПТУ-70, школа, асфальтобетонный завод, карьер, станция, 2 магазина, ФАП, детский садик, и даже гостиница. В 1993 году открылся новый туннель с двумя путями, и надобность в содержании станции Рысаево с запасными путями отпала. Запасные пути демонтировали, станцию закрыли, вокзал разобрали.  В 1995 году в связи с нерентабельностью содержания  и малым количеством учащихся, училище закрыли и передали в 42 лицей г. Кувандыка. В кризисные годы закрылся и асфальтобетонный завод. В 1997 году оборудование вывезли. В 2011 году в связи  с малочисленностью учащихся школу закрыли. В здании школы находятся библиотека, почта, магазин «Каравай», АТС. Стараниями кооператива, созданного жителями села, в 2003 в Рысаево прошла газификация.
Издана краеведческая книга о селе: С. М. Стрельников, Ф. Г. Кускильдина. История села Рысаево. - Кувандык, 2021 г. - 100 с.

## Население
Постоянное население составляло 425 человек в 2002 году (башкиры 51%, русские 36%) ,  319 человек в 2010 году.